# Tmesisternus obtusatus
Tmesisternus obtusatus là một loài bọ cánh cứng trong họ Cerambycidae.